# A berillium izotópjai
Bár a berilliumnak (Be) több izotópja is létezik, ezek közül azonban csak egy stabil, ezért a berillium tiszta  elem.

Standard atomtömeg: 9,012182(3) u

## Táblázat
| Az izotóp jele | Z(p)                | N(n)                | Az izotóp tömege (u) | felezési idő                  | magspin | jellemző izotóp- összetétel (móltört) | természetes ingadozás (móltört) |
| Az izotóp jele | gerjesztési energia | gerjesztési energia | gerjesztési energia  | felezési idő                  | magspin | jellemző izotóp- összetétel (móltört) | természetes ingadozás (móltört) |
| -------------- | ------------------- | ------------------- | -------------------- | ----------------------------- | ------- | ------------------------------------- | ------------------------------- |
| 5Be            | 4                   | 1                   | 5,04079(429)#        |                               | (1/2+)# |                                       |                                 |
| 6Be            | 4                   | 2                   | 6,019726(6)          | 5,0(3)·10‒21 s [0,092(6) MeV] | 0+      |                                       |                                 |
| 7Be            | 4                   | 3                   | 7,01692983(11)       | 53,22(6) nap                  | 3/2‒    |                                       |                                 |
| 8Be            | 4                   | 4                   | 8,00530510(4)        | 6,7(17)·10‒17 s [6,8(17) eV]  | 0+      |                                       |                                 |
| 9Be            | 4                   | 5                   | 9,0121822(4)         | Stabil                        | 3/2‒    | 1,0000                                |                                 |
| 10Be           | 4                   | 6                   | 10,0135338(4)        | 1,51(6)·106 év                | 0+      |                                       |                                 |
| 11Be           | 4                   | 7                   | 11,021658(7)         | 13,81(8) s                    | 1/2+    |                                       |                                 |
| 12Be           | 4                   | 8                   | 12,026921(16)        | 21,49(3) ms                   | 0+      |                                       |                                 |
| 13Be           | 4                   | 9                   | 13,03569(8)          | 0,5(1) ns                     | 1/2+    |                                       |                                 |
| 14Be           | 4                   | 10                  | 14,04289(14)         | 4,84(10) ms                   | 0+      |                                       |                                 |
| 15Be           | 4                   | 11                  | 15,05346(54)#        | <200 ns                       |         |                                       |                                 |
| 16Be           | 4                   | 12                  | 16,06192(54)#        | <200 ns                       | 0+      |                                       |                                 |

## Fordítás
- Ez a szócikk részben vagy egészben  az   Isotopes of beryllium című angol Wikipédia-szócikk ezen változatának fordításán alapul.  Az eredeti cikk szerkesztőit annak laptörténete sorolja fel. Ez a jelzés csupán a megfogalmazás eredetét és a szerzői jogokat jelzi, nem szolgál a cikkben szereplő információk forrásmegjelöléseként.